# Derbi de Langedoc
El Derbi de Langedoc (en francés: Derby du Languedoc) es el partido de fútbol del Nimes Olympique contra el Montpellier HSC, y su nombre es porque los dos equipos son los de las dos ciudades más grandes de la región de Languedoc-Rosellón y que ambas ciudades están separadas por solo 50 kilómetros.

## Historia
De tamaño similar al final de la Segunda Guerra Mundial, las dos ciudades experimentaron un desarrollo económico diferente durante la segunda mitad del siglo XX. Mientras Montpellier se considera una ciudad burguesa basada en el apoyo académico en torno a la medicina y la ciencia, así como la propiedad de la tierra, Nîmes cuenta sobre todo con importantes bases industriales y de trabajo. En la década de los años 1970 estas diferentes estrategias están convirtiendo gradualmente a la ciudad de Hérault en el principal centro económico de la región en beneficio de la prefectura de Gard. Demográficamente Montpellier también está experimentando una mayor expansión que su vecino.
La proximidad geográfica entre las dos ciudades (cincuenta kilómetros) acentúa esta rivalidad, además del antagonismo histórico y económico. Desde un punto de vista deportivo el Nîmes Olympique es considerado el club insignia de la región desde la década de 1950 hasta principios de la de 1980. Este liderazgo se ve desafiado por la llegada del MHSC tras la adquisición del club por Louis Nicollin en la década de 1970. Este último debilitó gradualmente al club de Gard al recuperar a muchos ejecutivos del Nimes como Louis Landi, Kader Firoud, Jean-Pierre Betton, Gilbert Marguerite, Luizinho y Henri Augé. Originario del Gard, Michel Mézy fue cedido en 1979 y se convirtió en un detonante de la rivalidad: el presidente del Nîmes consideró que se trataba de un robo y una traición al jugador al que prohibió jugar al final de la temporada, privándose así de ello, él del título de mejor líbero. Como prueba de este cambio de hegemonía, el Montpellier juega en la primera división en 1981 cuando al mismo tiempo la abandona el Nîmes.
A pesar de estos elementos y de encuentros más frecuentes en la década de años 1980, la rivalidad deportiva se hizo más pronunciada a principios de la década de los años 1990 cuando los dos clubes ascendieron a la máxima categoría. Fue impulsado en particular por los ultras, estos últimos haciendo su aparición durante este período. Alimentan este antagonismo produciendo varias pancartas antes y durante los partidos. El traspaso de Omar Belbey al Montpellier HSC también fue motivo de tensión en la década de los años 2000. Durante su título de campeón de Francia en 2012, el club del Hérault también contó con varios elementos formados en el Nîmes Olympique con René Girard como entrenador, Cyril Jeunechamp como jugador y Michel Mézy como técnico. En 2019 cuando Téji Savanier regresó a su club original, el jugador declaró que fue objeto de amenazas de muerte.
Esta expectativa y rivalidad también se aplica a los partidos entre equipos juveniles, algunos de los cuales a veces generan un gran interés.

## Estadísticas

### Títulos
| Club            | Ligue 1 | Ligue 2 | Copa de Francia | Coupe de la Ligue | Copa Charles Drago |
| --------------- | ------- | ------- | --------------- | ----------------- | ------------------ |
| Nîmes Olympique | 0       | 1       | 0               | 0                 | 1                  |
| Montpellier HSC | 1       | 3       | 2               | 1                 | 0                  |

### Partidos
| Torneo               | Nîmes Olympique | Empates | Montpellier HSC | Total |
| -------------------- | --------------- | ------- | --------------- | ----- |
| Division 1 / Ligue 1 | 6               | 6       | 3               | 15    |
| Division 2 / Ligue 2 | 6               | 9       | 7               | 22    |
| Coupe de France      | 6               | 0       | 1               | 7     |
| Coupe de la Ligue    | 0               | 0       | 1               | 1     |
| Total                | 18              | 15      | 12              | 45    |

### Rachas Invictas
| Club            | Desde                 | Hasta                 | Partidos             |
| Nîmes Olympique | 11-9-1952 NO 4-2 MHSC | 31-7-1982 NO 2-0 MHSC | 9 partidos (6V - 3E) |
| Montpellier HSC | 19-5-1983 MHSC 3-1 NO | 5-10-1991 MHSC 0-0 NO | 8 partidos (2V - 6E) |

## Jugadores
| Nombre                   | Periodo en el Nîmes Olympique | Periodo en el Montpellier HSC |
| ------------------------ | ----------------------------- | ----------------------------- |
| Mohammed Abderrazack     | 1952-1953                     | 1949-1950                     |
| Karim Aït-Fana           | 2016-2017                     | 2005-2015                     |
| Hervé Alicarte           | 2005-2007                     | 1994-1998                     |
| Alexandre Amézieux       | 1937-1939                     | 1935-1937                     |
| René Andréo              | 1963-1967                     | 1974-1975                     |
| Henri Augé               | 1968-1975                     | 1960-1968 y 1975-1977         |
| William Ayache           | 1991-1992                     | 1989-1990                     |
| Gérard Aygoui            | 1963-1964                     | 1953-1956                     |
| Omar Belbey              | 1995-2000                     | 2000-2002                     |
| Omar Ben Driss           | 1959 y 1960                   | 1960-1961                     |
| Santiago Bessonnart      | 1961-1963                     | 1963                          |
| Jean-Pierre Betton       | 1969-1974                     | 1976-1978                     |
| Laurent Blanc            | 1992-1993                     | 1983-1991                     |
| Jacques Bonnet           | 1968-1972                     | 1962-1963                     |
| Joop Brandes             | 1950-1951                     | 1951-1955                     |
| Régis Brouard            | 1999-2001                     | 1990-1992                     |
| Éric Cantona             | 1991                          | 1989-1990                     |
| Jacques Combettes        | 1969-1972                     | 1967-1969                     |
| Daniel Charles-Alfred    | 1958-1968                     | 1968-1969                     |
| Aliou Cissé              | 2008-2009                     | 2001-2002                     |
| Patrick Cubaynes         | 1979-1985                     | 1987-1989                     |
| Luizinho da Silva        | 1974-1981                     | 1981-1982                     |
| Andy Delort              | 2009-2010                     | 2018-2021                     |
| Pierre Dell'Oste         | 1971-1973                     | 1965-1967                     |
| Mohamed Diongue          | 1968-1969 y 1969-1970         | 1969                          |
| Jordan Ferri             | 2018-2019                     | 2019-                         |
| Alain Garnier            | 1960-1970                     | 1970-1971                     |
| Cyril Jeunechamp         | 1994-1997                     | 2009-2013                     |
| Maurice Lafont           | 1950-1951 y 1952-1959         | 1961-1962                     |
| René Lamora              | 1946-1948                     | 1945-1946                     |
| Louis Landi              | 1959-1976                     | 1976-1977                     |
| Jean Laune               | 1945-1946                     | 1946-1948                     |
| Jean-Claude Lemoult      | 1991-1993                     | 1986-1991                     |
| Franck Lucchesi          | 1981-1986 et 1992-1995        | 1986-1992                     |
| Henri Malabave           | 1971-1972                     | 1970-1971 y 1978-1980         |
| Robert Malm              | 2008-2009                     | 2006-2008                     |
| Faouzi Mansouri          | 1975-1980                     | 1981-1983 y 1985-1986         |
| Toifilou Maoulida        | 2014-2016                     | 1997-2002                     |
| Gilbert Marguerite       | 1975-1981                     | 1982-1983                     |
| Gérald Martin            | 1999-2002                     | 1994-1999                     |
| Michel Mézy              | 1965-1975 y 1977-1979         | 1979-1982                     |
| Steve Mounié             | 2015-2016                     | 2015 y 2016-2017              |
| Jean-Pierre Orts         | 1985-1986                     | 1983-1985                     |
| Mama Ouattara            | 1972-1974                     | 1974-1983                     |
| Christian Pérez          | 1979-1987 y 1995-1996         | 1987-1988                     |
| Fernand Requier          | 1945-1949                     | 1937-1939                     |
| Franck Rizzetto          | 2000-2002                     | 1989-1998                     |
| Jean-Christophe Rouvière | 2005-2007                     | 1993-1999 y 2001-2005         |
| Michel Ruelle            | 1969-1972                     | 1975-1977                     |
| Lamine Sakho             | 1997-1999                     | 2007-2008                     |
| Téji Savanier            | 2015-2019                     | 2019-                         |
| Jacky Vergnes            | 1970-1974                     | 1966-1968 y 1979-1982         |

## Galería

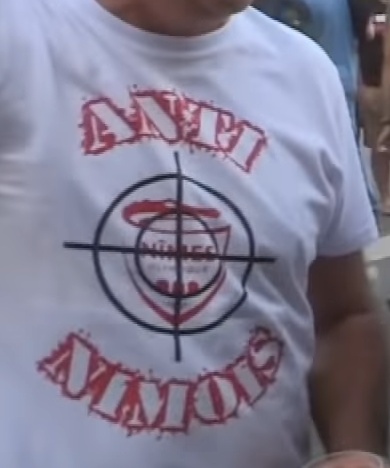
Camiseta con mensaje hostil hacia el Nîmes Olympique por un aficionado del Montpellier.
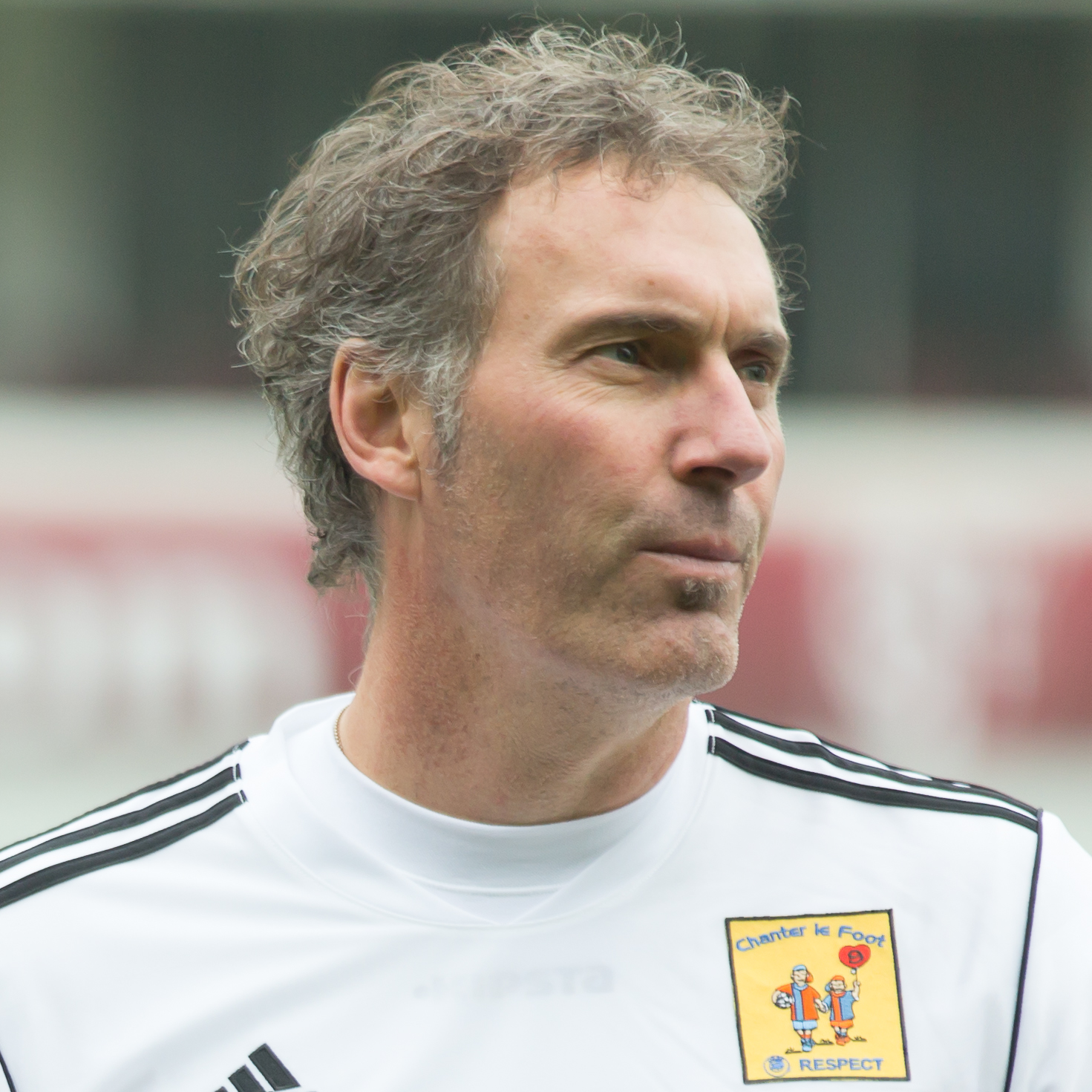
Formado en el Montpellier HSC y con el que jugó de 1983 a 1991, Laurent Blanc jugó para el Nîmes Olympique de 1992 a 1993.
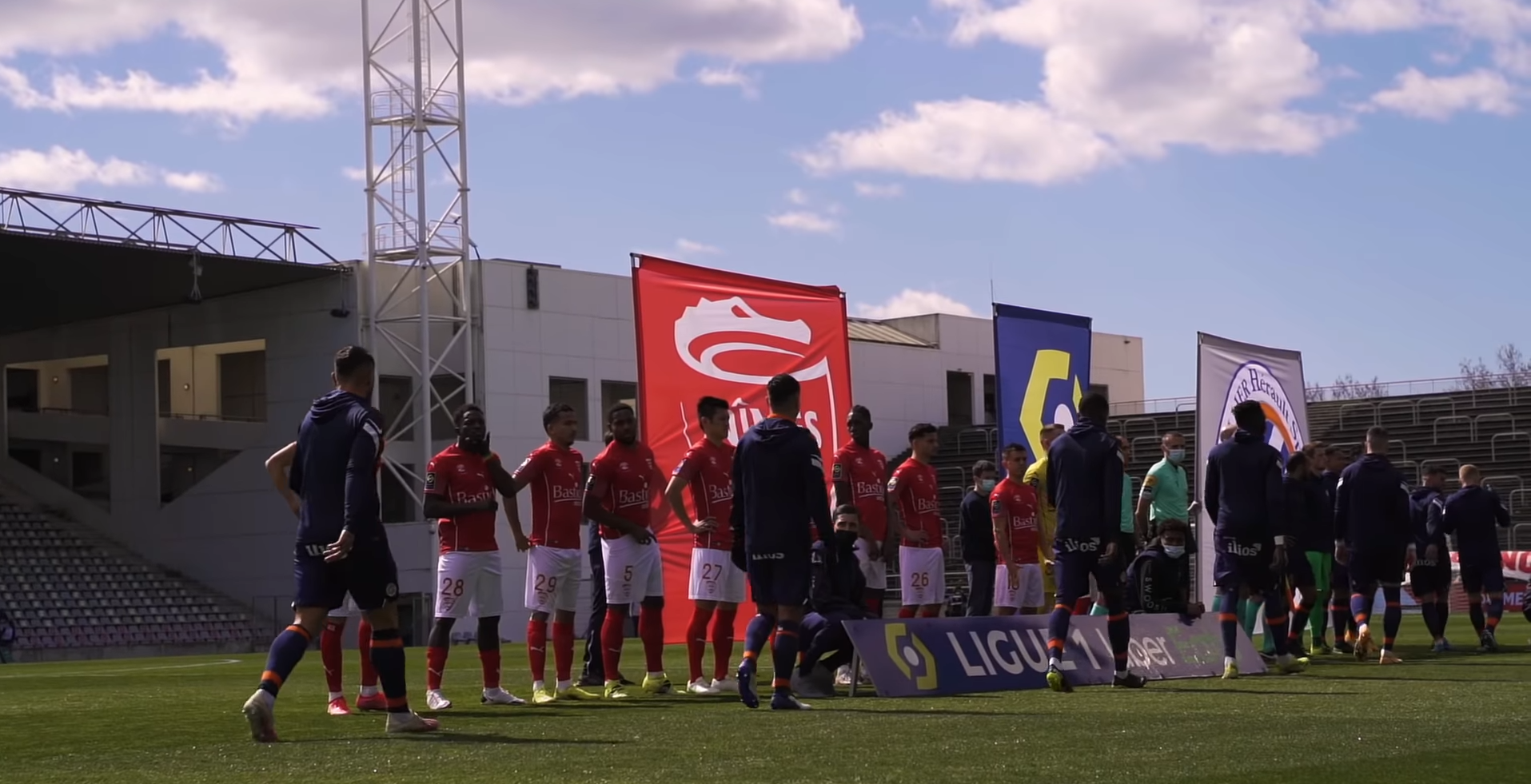
Imagen del partido en 2021.